# Projektionsfläche
Unter einer Projektionsfläche/Abbildungsfläche versteht man in der Geometrie, Kartografie oder Optik jene Fläche (oft eine Projektionsebene), auf die bei der Projektion ein Urbild durch Strahlen abgebildet (geworfen, projiziert) wird.
Außer einer Ebene kommen hierfür in Frage:
- in der Kartenprojektion vor allem Zylinder und Kegel (siehe Mercator- und Kegelprojektion)
- in der Optik und Astronomie auch Kugelflächen
- in der Geodäsie die lotrecht auf das Erdellipsoid oder Geoid projizierte Erdoberfläche

Den meisten verwendeten Projektionsflächen (besonders der Ebene) ist eigen, dass die mathematischen Formulierungen der Abbildungen und Berechnungen auf diesen Flächen möglichst einfach sind.